# Александар Красних

Александар Владимирович Красних (рус. Александр Владимирович Красных; Бугуљма, 19. јун 1995) руски је пливач чија специјалност је пливање слободним стилом углавном на деоницама од 200 и 400 метара. Вишеструки је национални првак, учесник светских првенстава и Олимпијских игара.

## Каријера
Красник је почео да се бави спортом још као седмогодишњи дечак када је почео да тренира бокс, а пливањем је почео да се бави као ученик четвртог разреда основне школе. Његов први тренер у пливању била је Лилија Смирнова.
Први наступ на међународној сцени имао је на Европском јуниорском првенству 2013. у пољском Познању на којем је освојио сребрну медаљу у трци на 200 метара слободним стилом, а испред њега био је једино британски пливач Џејмс Гај. На истом првенству заузео је и 4. место у штафети 4×200 слободно, те 8. позицију у трци на 400 слободно. Месец дана касније на светском јуниорском првенству у Дубаију заузео је два пета места у тркама на 200 слободно и у штафети 4×200 слободно.
Као члан руске штафете на 4×200 слободно освојио је сребрну медаљу на Европском првенству одржаном током августа 2014. у Берлину. У децембру исте године освојио је и бронзану медаљу у штафети 4×200 слободно на Светском првенству у малим базенима
У мају 2015. по први пут је постао двоструки првак Русије победивши у тркама на 200 и 400 слободно на националном првенству одржаном у Москви. Како је то национално првенство уједно било и изборно такмичење за предстојеће светско првенство, Красних је уједно изборио и наступ на светском првенству у Казању 2015. године. У Казању је Красних наступио у три дисциплине, а најбољи резултати су му били 4. место у штафети 4×200 слободно, те 7. место у финалу трке на 200 слободно.
У априлу месецу 2016. на националном првенству поново је освојио титуле на 200 и 400 слободно, а у финалу обе трке уједно је испливао и квалификациона времена за наступ на предстојећим ЛОИ у Рио де Жанеиру. У Рију је Красних пливао у три дисциплине — на 200 слободно био је 8. у финалу, на 400 слободно је квалификације окончао на 15. месту и није се пласирао у финале док је као члан штафете 4×200 слободно направио најбољи резултат освајањем 5. места у финалу (у финалу су за Русију пливали још и Данила Изотов, Михаил Довгаљук и Никита Лобинцев). Пар месеци касније учестовао је и на Светском првенству у малим базенима у канадском Виндзору где је као члан штафете 4×200 слободно освојио златну медаљу. Златној медаљи у штафети у Виндзору придодао је још и сребро на 400 слободно и бронзу на 200 слободно.
Запажене резултате остварио је и на светском првенству у Будимпешти 2017. где је наступио у три дисциплине и освојио две медаље. Прво је у трци на 200 слободно освојио бронзану медаљу са временом од 1:45,23 минута, а потом је као члан штафете 4×200 слободно, за коју је пливао и у квалификацијама и у финалу, освојио сребрну медаљу. У трци на 400 слободно био је 13. у квалификацијама и није успео да се пласира у финале. Годину је окончао освајањем по једне златне и сребрне медаље на Европском првенству у малим базенима у Копенхагену. 
На светском првенству у малим базенима у Хангџоуу 2018. освојио је сребрну медаљу пливајући за руску штафету на 4×200 слободно, заједно са Маљутином, Вековишчевим и Гирјовим. 
Серију добрих ерзултата у тркама штафета наставио је и на светском првенству у Квангџуу 2019, где је освојио сребрну медаљу у трци на 4×200 слободно (у финалу пливао трећу измену поред Довгаљука, Вековишчева и Маљутина). Једину појединачну трку у којој је учествовао, ону на 400 слободно, окончао је на деветом месту у квалификацијама. 